# Ocneria autumnalis
Ocneria autumnalis är en fjärilsart som beskrevs av Edward P. Wiltshire 1943. Ocneria autumnalis ingår i släktet Ocneria och familjen tofsspinnare. Inga underarter finns listade i Catalogue of Life.